# Drømte mig en drøm i nat
"Drømte mig en drøm i nat" er titlen på Nordens ældst kendte folkevise med noder, der blev nedskrevet omkring år 1300. Teksten er skrevet med runer i håndskriftet Codex Runicus, en af de ældste bevarede afskrifter af Skånske Lov, og en transskription til moderne nodeskrift kan se således ud:
Der findes flere fortolkninger af denne tekst, da det er uklart, hvad ordene 'silki' og 'ærlik pæl' står for. Man ved dog, at pæl er en gammel måleenhed, hvorfor en mulig fortolkning af "ærlik pæl" kan være "ærlig/retfærdig bedømmelse".[kilde mangler]
En mulig fortolkning med baggrund i den lovtekst, som visen er nedskrevet sammen med, kunne være:
Drømte mig en drøm i nat
om lighed og retfærdig dom.
En mere udbredt fortolkning siger:
Jeg drømte en drøm i nat,
at jeg var klædt i silke og fornemt stof
En tredje mulig fortolkning kan være, at ordet silki, som også på islandsk betyder silke, skal oversættes til silke. Og eftersom islandsk ligger tættest på olddansk er det meget nærliggende at søge svar her. Pæl, eller Pæla er et gammelt udtryk for afmåling, og oversættelsen kan derfor være:
Jeg drømte mig en drøm i nat om silke og og retfærdighed
Silke var i middelalderen et tegn på velstand og det kan diskuteres om hvorvidt en mulig fortolkning derfor er en som drømmer om rigdom og retfærdighed.
Melodien (halvdelen af den) blev i en lang årrække brugt som pausesignal i Danmarks Radio. Visen optræder også på albummet Valravn af bandet med samme navn.
Den danske konservatorielærer Goodiepal, alias Parl Kristian Bjørn Vester, har ved mange lejligheder anvendt melodien som undervisningsmateriale, som for et eksempel i DRs tvprogram Den 11. time.
I opførsel i DR Koncerthuset af et arrangement af Phillip Faber med Pernille Rosendahl, DR Pigekoret, cellisten Henrik Dam Thomsen og Faber selv blev optaget den 25. september 2016.